# Apeadero de Casal
Nota: no confundir con el antiguo Apeadero de Casal do Rei, en la Línea del Dão.
El Apeadero de Casal es una plataforma desactivada del Ramal de Figueira da Foz, que servía a la localidad de Casal de Cadima, en el distrito de Coímbra, en Portugal.

## Historia

### Inauguración
El tramo entre las Estaciones de Figueira da Foz y Vilar Formoso, donde esta plataforma se inserta, fue inaugurado el 3 de agosto de 1882, por la Compañía de los Caminhos de Ferro Portugueses de Beira Alta.

### Cierre
Por motivos de seguridad, el 5 de enero de 2009, el Ramal de Figueira da Foz fue cerrado al tráfico ferroviario por la Red Ferroviaria Nacional. La empresa Comboios de Portugal aseguró, hasta el 1 de enero de 2012, un servicio de transporte de sustitución.